# Puchar Polski w hokeju na lodzie 2010
13. edycja Pucharu Polski w hokeju na lodzie – była rozgrywana w dniach od 27 sierpnia do 29 grudnia 2010 roku. W rozgrywkach wzięło udział łącznie 13 zespołów (11 w turnieju głównym oraz 2 w turnieju barażowym). Z turnieju wycofała się drużyna KTH Krynica
Po raz pierwszy w historii rozgrywki te odbyły się systemem kołowym tj. każdy z każdym, gdzie odbył się mecz i rewanż. W rozgrywkach uczestniczyły obligatoryjnie drużyny z PLH oraz dwie drużyny wyłonione drogą eliminacji z I ligi.
Trofeum wywalczyła po raz pierwszy w historii klubu drużyna Ciarko KH Sanok.
Rozgrywki były prowadzone w trzech etapach: 
- I etap – faza grupowa
- II etap – faza ćwierćfinałowa
- III etap – turniej finałowy

## I etap - faza grupowa
I etap rozgrywek odbywał się w trzech grupach, po cztery zespoły w każdej grupie. W rozgrywkach w grupach drużyny grały systemem każdy z każdym (mecz i rewanż).
Po zakończeniu fazy grupowej ustalono ranking wszystkich 12 drużyn, biorąc pod uwagę liczbę zdobytych punktów i bramek. Drużyny, które uplasowały się w rankingu na miejscach od 1 do 4 automatycznie uzyskały awans do ćwierćfinału rozgrywek o PP. Pozostałe drużyny, które uplasowały się na miejscach od 5 do 11 grały dwumecz według następującego klucza zajętych miejsc: 5–12, 6–11, 7–10, 8-9. 
| Grupa A                                                                     | Grupa B                                                                      | Grupa C                                                                         |
| --------------------------------------------------------------------------- | ---------------------------------------------------------------------------- | ------------------------------------------------------------------------------- |
| - Pol-Aqua Zagłębie Sosnowiec - Ciarko KH Sanok - KTH Krynica - Nesta Toruń | - ComArch Cracovia - Akuna Naprzód Janów - Aksam Unia Oświęcim - Orlik Opole | - GKS Tychy - JKH GKS Jastrzębie - Stoczniowiec Gdańsk - MMKS Podhale Nowy Targ |

### Grupa A
| 27 sierpnia 2010 | Pol-Aqua Zagłębie Sosnowiec | 12:4 | Nesta Toruń | Stadion Zimowy, Sosnowiec |

| Szczegóły      | Szczegóły | Szczegóły       | Szczegóły                                                                                        | Szczegóły                                  |
| -------------- | --- | --------------- | ------------------------------------------------------------------------------------------------ | ------------------------------------------ |
| Godzina: 19:00 | T. Kozłowski 8:21 (EQ) J. Kuc 10:56 (EQ) K. Duszak 13:23 (PP1) M. Jaros 17:44 (EQ) T. Kozłowski 20:25 (EQ) J. Dołęga 26:10 (EQ) M. Jaros 26:25 (EQ) M. Jaros 47:37 (EQ) J. Dołęga 49:05 (EQ) O. Marcińczak 49:45 (EQ) T. Kozłowski 55:22 (EQ) R. Twardy 58:16 (EQ) | (4:0, 3:1, 5:3) | M. Porębski 25:13 (EQ) K. Kalinowski 46:46 (EQ) Ł. Chrzanowski 50:22 (EQ) P. Bomastek 57:05 (EQ) | Widzów: 200 Sędzia główny: Paweł Meszyński |

| 29 sierpnia 2010 | Pol-Aqua Zagłębie Sosnowiec | 4:3 | Ciarko KH Sanok | Stadion Zimowy, Sosnowiec |

| Szczegóły      | Szczegóły                                                                          | Szczegóły       | Szczegóły                                                           | Szczegóły                                 |
| -------------- | ---------------------------------------------------------------------------------- | --------------- | ------------------------------------------------------------------- | ----------------------------------------- |
| Godzina: 17:00 | P. Sarnik 22:41 (EQ) V. Luka 40:48 (EQ) R. Antonovič 45:08 (EQ) V. Luka 47:25 (PP) | (0:0, 1:1, 3:2) | 23:40 (EQ) M. Vozdecký 44:06 (EQ) M. Vozdecký 57:27 (PP) D. Gruszka | Widzów: 200 Sędzia główny: Zbigniew Wolas |

| 7 września 2010 | Ciarko KH Sanok | 4:3 k. | Nesta Toruń | Arena Sanok, Sanok |

| Szczegóły      | Szczegóły                                                                               | Szczegóły                 | Szczegóły                                                                  | Szczegóły                                 |
| -------------- | --------------------------------------------------------------------------------------- | ------------------------- | -------------------------------------------------------------------------- | ----------------------------------------- |
| Godzina: 18:00 | M. Vozdecký 41:44 (PP) M. Ivičič 46:41 (PP) M. Ivičič 59:05 (EQ) B. Rąpała 65:00 (DRZK) | (0:1, 0:2, 3:0, 0:0, 1:0) | 09:11 (EQ) P. Bomastek 22:53 (EQ) K. Gościmiński 38:04 (EQ) A. Marmurowicz | Widzów: 1200 Sędzia główny: Jacek Rokicki |

| 28 września 2010 | Nesta Toruń | 0:5 | Pol-Aqua Zagłębie Sosnowiec | Tor-Tor, Toruń |

| Szczegóły      | Szczegóły | Szczegóły       | Szczegóły | Szczegóły                                 |
| -------------- | --------- | --------------- | --- | ----------------------------------------- |
| Godzina: 18:30 |           | (0:0, 0:2, 0:3) | 38:15 (EQ) R. Antonovič 39:02 (EQ) J. Dołęga 40:25 (SH) T. Kozłowski 51:22 (EQ) R. Antonovič 52:06 (EQ) T. Kozłowski | Widzów: 170 Sędzia główny: Zbigniew Wolas |

| 12 października 2010 | Ciarko KH Sanok | 5:0 wo. | Pol-Aqua Zagłębie Sosnowiec | Arena Sanok, Sanok |

| Szczegóły | Szczegóły | Szczegóły | Szczegóły | Szczegóły |
| --------- | --------- | --------- | --------- | --------- |
|           |           |           |           |           |

| 26 października 2010 | Nesta Toruń | 2:4 | Ciarko KH Sanok | Tor-Tor Toruń |

| Szczegóły      | Szczegóły                                       | Szczegóły       | Szczegóły                                                                                 | Szczegóły    |
| -------------- | ----------------------------------------------- | --------------- | ----------------------------------------------------------------------------------------- | ------------ |
| Godzina: 18:30 | M. Wiśniewski 08:57 (PP) P. Bomastek 12:45 (PP) | (2:0, 0:1, 0:3) | 38:29 (PP) Z. Kubát 41:39 (EQ) K. Dziubiński 45:09 (PP) Z. Kubát 53:02 (EQ) T. Malasiński | Widzów: 1000 |

Lp. = lokata, M = liczba rozegranych spotkań, W = Wygrane, WpD = Wygrane po dogrywce lub karnych, PpD = Porażki po dogrywce lub karnych, P = Porażki, G+ = Gole strzelone, G- = Gole stracone, Pkt = Liczba zdobytych punktów
| Lp. | Zespół                      | M                                | Pkt                              | W                                | WpD                              | PpD                              | P                                | G +                              | G -                              | +/-                              |
| --- | --------------------------- | -------------------------------- | -------------------------------- | -------------------------------- | -------------------------------- | -------------------------------- | -------------------------------- | -------------------------------- | -------------------------------- | -------------------------------- |
| 1   | Pol-Aqua Zagłębie Sosnowiec | 4                                | 9                                | 3                                | 0                                | 0                                | 1                                | 21                               | 12                               | +9                               |
| 2   | Ciarko KH Sanok             | 4                                | 8                                | 2                                | 1                                | 0                                | 1                                | 16                               | 9                                | +7                               |
| 3   | Nesta Toruń                 | 4                                | 1                                | 0                                | 0                                | 1                                | 3                                | 9                                | 25                               | -16                              |
| 4   | KTH Krynica                 | Drużyna wycofała się z rozgrywek | Drużyna wycofała się z rozgrywek | Drużyna wycofała się z rozgrywek | Drużyna wycofała się z rozgrywek | Drużyna wycofała się z rozgrywek | Drużyna wycofała się z rozgrywek | Drużyna wycofała się z rozgrywek | Drużyna wycofała się z rozgrywek | Drużyna wycofała się z rozgrywek |

### Grupa B
Mecze
| 27 sierpnia 2010 | Orlik Opole | 4:5 | ComArch Cracovia | Toropol, Opole |

| Szczegóły      | Szczegóły | Szczegóły       | Szczegóły | Szczegóły                                |
| -------------- | --------- | --------------- | --------- | ---------------------------------------- |
| Godzina: 18:30 |           | (3:3, 1:1, 0:1) |           | Widzów: 150 Sędzia główny: Tomasz Radzik |

| 29 sierpnia 2010 | Akuna Naprzód Janów | 1:3 | ComArch Cracovia | Jantor, Katowice |

| Szczegóły      | Szczegóły | Szczegóły       | Szczegóły | Szczegóły                              |
| -------------- | --------- | --------------- | --------- | -------------------------------------- |
| Godzina: 17:00 |           | (0:0, 0:3, 1:0) |           | Widzów: 301 Sędzia główny: Jacek Rocki |

| 29 sierpnia 2010 | Orlik Opole | 3:7 | Aksam Unia Oświęcim | Toropol, Opole |

| Szczegóły      | Szczegóły | Szczegóły       | Szczegóły | Szczegóły                                      |
| -------------- | --------- | --------------- | --------- | ---------------------------------------------- |
| Godzina: 18:30 |           | (2:3, 0:3, 1:1) |           | Widzów: 100 Sędzia główny: Włodzimierz Marczuk |

| 31 sierpnia 2010 | Akuna Naprzód Janów | 5:4 k. | Aksam Unia Oświęcim | Jantor, Katowice |

| Szczegóły      | Szczegóły | Szczegóły       | Szczegóły | Szczegóły                                   |
| -------------- | --------- | --------------- | --------- | ------------------------------------------- |
| Godzina: 18:15 |           | (0:0, 1:1, 3:2) |           | Widzów: 400 Sędzia główny: Maciej Pachulski |

| 7 września 2010 | Akuna Naprzód Janów | 8:1 | Orlik Opole | Jantor, Katowice |

| Szczegóły      | Szczegóły | Szczegóły       | Szczegóły | Szczegóły                                |
| -------------- | --------- | --------------- | --------- | ---------------------------------------- |
| Godzina: 18:00 |           | (1:0, 4:0, 3:1) |           | Widzów: 500 Sędzia główny: Tomasz Radzik |

| 7 września 2010 | Aksam Unia Oświęcim | 9:3 | ComArch Cracovia | Hala Lodowa MOSiR, Oświęcim |

| Szczegóły      | Szczegóły | Szczegóły       | Szczegóły | Szczegóły                                  |
| -------------- | --------- | --------------- | --------- | ------------------------------------------ |
| Godzina: 18:00 |           | (2:3, 6:0, 1:0) |           | Widzów: 500 Sędzia główny: Przemysław Kępa |

| 28 września 2010 | Aksam Unia Oświęcim | 7:3 | Akuna Naprzód Janów | Hala Lodowa MOSiR, Oświęcim |

| Szczegóły      | Szczegóły | Szczegóły       | Szczegóły | Szczegóły                                |
| -------------- | --------- | --------------- | --------- | ---------------------------------------- |
| Godzina: 18:00 |           | (3:1, 3:0, 1:2) |           | Widzów: 600 Sędzia główny: Tomasz Radzik |

| 28 września 2010 | ComArch Cracovia | 10:1 | Orlik Opole | Sztuczne lodowisko im. "Rocha", Kraków |

| Szczegóły      | Szczegóły | Szczegóły       | Szczegóły | Szczegóły                              |
| -------------- | --------- | --------------- | --------- | -------------------------------------- |
| Godzina: 19:00 |           | (3:0, 5:1, 2:0) |           | Widzów: 100 Sędzia główny: Jacek Rocki |

| 12 października 2010 | Aksam Unia Oświęcim | 10:0 | Orlik Opole | Hala Lodowa MOSiR, Oświęcim |

| Szczegóły      | Szczegóły | Szczegóły       | Szczegóły | Szczegóły |
| -------------- | --------- | --------------- | --------- | --------- |
| Godzina: 18:00 |           | (3:0, 2:0, 5:0) |           |           |

| 12 października 2010 | ComArch Cracovia | 10:1 | Akuna Naprzód Janów | Sztuczne lodowisko im. "Rocha", Kraków |

|  |  | (3:0, 5:1, 2:0) |

| 26 października 2010 | Orlik Opole | 5:0 wo. | Akuna Naprzód Janów | Toropol, Opole |

| Szczegóły | Szczegóły | Szczegóły | Szczegóły | Szczegóły |
| --------- | --------- | --------- | --------- | --------- |
|           |           |           |           |           |

| 2 listopada 2010 | ComArch Cracovia | 8:5 | Aksam Unia Oświęcim | Sztuczne lodowisko im. "Rocha", Kraków |

| Szczegóły      | Szczegóły | Szczegóły       | Szczegóły | Szczegóły |
| -------------- | --------- | --------------- | --------- | --------- |
| Godzina: 18:30 |           | (2:1, 4:1, 2:3) |           |           |

Lp. = lokata, M = liczba rozegranych spotkań, W = Wygrane, WpD = Wygrane po dogrywce lub karnych, PpD = Porażki po dogrywce lub karnych, P = Porażki, G+ = Gole strzelone, G- = Gole stracone, Pkt = Liczba zdobytych punktów
| Lp. | Zespół              | M | Pkt | W | WpD | PpD | P | G + | G - | +/- |
| --- | ------------------- | - | --- | - | --- | --- | - | --- | --- | --- |
| 1   | ComArch Cracovia    | 6 | 15  | 5 | 0   | 0   | 1 | 39  | 21  | +18 |
| 2   | Aksam Unia Oświęcim | 6 | 13  | 4 | 0   | 1   | 1 | 42  | 22  | +20 |
| 3   | Akuna Naprzód Janów | 6 | 5   | 1 | 1   | 0   | 4 | 18  | 30  | -12 |
| 4   | Orlik Opole         | 6 | 3   | 1 | 0   | 0   | 5 | 14  | 40  | -26 |

### Grupa C
Mecze
| 27 sierpnia 2010 | GKS Tychy | 6:0 | MMKS Podhale Nowy Targ | Stadion Zimowy, Tychy |

| Godzina: 18:00 |  | (2:0, 1:0, 3:0) |  |  |

| 29 sierpnia 2010 | MMKS Podhale Nowy Targ | 1:5 | Stoczniowiec Gdańsk | Miejska Hala Lodowa, Nowy Targ |

| Godzina: 17:00 |  | (1:3, 0:1, 0:1) |  |  |

| 29 sierpnia 2010 | GKS Tychy | 2:1 d. | JKH GKS Jastrzębie | Stadion Zimowy, Tychy |

| Godzina: 17:00 |  | (1:0, 0:0, 0:1, 1:0) |  |  |

| 7 września 2010 | JKH GKS Jastrzębie | 5:1 | MMKS Podhale Nowy Targ | Jastor, Jastrzębie-Zdrój |

| Godzina: 18:00 |  | (2:0, 3:0, 0:1) |  |  |

| 7 września 2010 | Stoczniowiec Gdańsk | 5:0 vo | GKS Tychy | Olivia, Gdańsk |

|  |  |  |  |  |

| 28 września 2010 | Stoczniowiec Gdańsk | 2:10 | JKH GKS Jastrzębie | Jastor, Jastrzębie-Zdrój |

| Godzina: 18:00 |  | (0:4, 1:3, 1:3) |  |  |

| 28 września 2010 | MMKS Podhale Nowy Targ | 1:4 | GKS Tychy | Miejska Hala Lodowa, Nowy Targ |

| Godzina: 18:00 |  | (0:0, 1:3, 0:1) |  |  |

| 7 października 2010 | JKH GKS Jastrzębie | 3:2 | Stoczniowiec Gdańsk | Jastor, Jastrzębie-Zdrój |

| Godzina: 18:00 |  | (2:0, 0:1, 1:1) |  |  |

| 12 października 2010 | Stoczniowiec Gdańsk | 7:4 | MMKS Podhale Nowy Targ | Olivia, Gdańsk |

| Godzina: 18:00 |  | (1:0, 2:2, 4:2) |  |  |

| 12 października 2010 | JKH GKS Jastrzębie | 2:3 | GKS Tychy | Jastor, Jastrzębie-Zdrój |

| Godzina: 18:00 |  | (1:1, 0:1, 1:1) |  |  |

| 25 października 2010 | GKS Tychy | 8:3 | Stoczniowiec Gdańsk | Stadion Zimowy, Tychy |

| Godzina: 11:00 |  | (2:1, 4:1, 2:3) |  |  |

| 25 października 2010 | MMKS Podhale Nowy Targ | 2:4 | JKH GKS Jastrzębie | Miejska Hala Lodowa, Nowy Targ |

| Godzina: 18:30 |  | (1:2, 1:1, 0:1) |  |  |

Lp. = lokata, M = liczba rozegranych spotkań, W = Wygrane, WpD = Wygrane po dogrywce lub karnych, PpD = Porażki po dogrywce lub karnych, P = Porażki, G+ = Gole strzelone, G- = Gole stracone, Pkt = Liczba zdobytych punktów
| Lp. | Zespół                 | M | Pkt | W | WpD | PpD | P | G + | G - | +/- |
| --- | ---------------------- | - | --- | - | --- | --- | - | --- | --- | --- |
| 1   | GKS Tychy              | 6 | 14  | 4 | 1   | 0   | 1 | 23  | 11  | +12 |
| 2   | JKH GKS Jastrzębie     | 6 | 13  | 4 | 0   | 1   | 1 | 25  | 12  | +13 |
| 3   | Stoczniowiec Gdańsk    | 6 | 9   | 3 | 0   | 0   | 3 | 24  | 26  | -2  |
| 4   | MMKS Podhale Nowy Targ | 6 | 0   | 0 | 0   | 0   | 5 | 9   | 31  | -22 |

### Ranking drużyn
Po rozegraniu meczów grupowych został ustalony ranking, uwzględniający wszystkie drużyny oraz uzyskany przez nie współczynnik.
Lp. = lokata, M = liczba rozegranych spotkań, W = Wygrane, WpD = Wygrane po dogrywce lub karnych, PpD = Porażki po dogrywce lub karnych, P = Porażki, G+ = Gole strzelone, G- = Gole stracone, Pkt = Liczba zdobytych punktów, Wspł. = Współczynnik
| Lp. | Zespół                      | M                                | Pkt                              | W                                | WpD                              | PpD                              | P                                | G +                              | G -                              | +/-                              | Wspł.                            |
| --- | --------------------------- | -------------------------------- | -------------------------------- | -------------------------------- | -------------------------------- | -------------------------------- | -------------------------------- | -------------------------------- | -------------------------------- | -------------------------------- | -------------------------------- |
| 1   | ComArch Cracovia            | 6                                | 15                               | 5                                | 0                                | 0                                | 1                                | 39                               | 21                               | +18                              | 2,50                             |
| 2   | GKS Tychy                   | 6                                | 14                               | 4                                | 1                                | 0                                | 1                                | 23                               | 11                               | +12                              | 2,33                             |
| 3   | Pol-Aqua Zagłębie Sosnowiec | 4                                | 9                                | 3                                | 0                                | 0                                | 1                                | 21                               | 12                               | +9                               | 2,25                             |
| 4   | Aksam Unia Oświęcim         | 6                                | 13                               | 4                                | 0                                | 1                                | 1                                | 42                               | 22                               | +20                              | 2,17                             |
| 5   | JKH GKS Jastrzębie          | 6                                | 13                               | 4                                | 0                                | 1                                | 1                                | 25                               | 12                               | +13                              | 2,17                             |
| 6   | Ciarko KH Sanok             | 4                                | 8                                | 2                                | 1                                | 0                                | 1                                | 16                               | 9                                | +7                               | 2,00                             |
| 7   | Stoczniowiec Gdańsk         | 6                                | 9                                | 3                                | 0                                | 0                                | 3                                | 24                               | 26                               | -2                               | 1,50                             |
| 8   | Akuna Naprzód Janów         | 6                                | 5                                | 1                                | 1                                | 0                                | 4                                | 18                               | 30                               | -12                              | 0,83                             |
| 9   | Orlik Opole                 | 6                                | 3                                | 1                                | 0                                | 0                                | 5                                | 14                               | 40                               | -26                              | 0,50                             |
| 10  | Nesta Toruń                 | 4                                | 1                                | 0                                | 0                                | 1                                | 3                                | 9                                | 25                               | -16                              | 0,25                             |
| 11  | MMKS Podhale Nowy Targ      | 6                                | 0                                | 0                                | 0                                | 0                                | 5                                | 9                                | 31                               | -22                              | 0,00                             |
| 12  | KTH Krynica                 | Drużyna wycofała się z rozgrywek | Drużyna wycofała się z rozgrywek | Drużyna wycofała się z rozgrywek | Drużyna wycofała się z rozgrywek | Drużyna wycofała się z rozgrywek | Drużyna wycofała się z rozgrywek | Drużyna wycofała się z rozgrywek | Drużyna wycofała się z rozgrywek | Drużyna wycofała się z rozgrywek | Drużyna wycofała się z rozgrywek |

Legenda:       = awans do ćwierćfinałów,       = awans do eliminacji ćwierćfinału

### Eliminacje do ćwierćfinału
Wedle rankingu utworzono pary kwalifikacyjne, z których wyłonieni zostaną przeciwnicy dla pierwszych pięciu drużyn rankingu (5-12, 6-11, 7-10, 8-9).
- --.--.---- brak drużyny z miejsca 12. - JKH GKS Jastrzębie
- 03.11.2010 MMKS Podhale Nowy Targ - Ciarko KH Sanok 3:2
- 03.11.2010 Nesta Toruń - Stoczniowiec Gdańsk 6:3
- 03.11.2010 Orlik Opole - Akuna Naprzód Janów 3:4

Rewanże:
- --.--.---- JKH GKS Jastrzębie - brak drużyny z miejsca 12. (awans JKH)
- 16.11.2010 Ciarko KH Sanok - MMKS Podhale Nowy Targ 7:2 (awans KH Sanok)
- 16.11.2010 Akuna Naprzód Janów - Orlik Opole 13:1 (awans Naprzód)
- 17.11.2010 Stoczniowiec Gdańsk - Nesta Toruń 1:8 (awans Nesta)

## II etap - faza ćwierćfinałowa
- 30.11.2010 Nesta Toruń - GKS Tychy 5:10
- 30.11.2010 Ciarko KH Sanok - Pol-Aqua Zagłębie Sosnowiec 5:0 (walkower)
- 30.11.2010 JKH GKS Jastrzębie - Aksam Unia Oświęcim 0:2
- 07.12.2010 Akuna Naprzód Janów - ComArch Cracovia (odwołany)

Rewanże:
- 07.12.2010 GKS Tychy - Nesta Toruń 13:1 (awans GKS Tychy)
- 07.12.2010 Pol-Aqua Zagłębie Sosnowiec - Ciarko KH Sanok 0:5 (walkower, awans KH Sanok)[6]
- 07.12.2010 JKH GKS Jastrzębie - Aksam Unia Oświęcim 3:4 (awans Unia)
- 22.12.2010 ComArch Cracovia - Akuna Naprzód Janów 5:0 (walkower, awans Cracovia)[7]

## Turniej finałowy
W wyniku losowania z 13 grudnia 2010 ustalono pary  półfinałowe. Transmisję z rywalizacji w Oświęcimiu zobowiązała się przeprowadzić TVP Sport. Nowością w rozgrywkach Pucharu Polski była decyzja o prowadzeniu meczów finałowych przez dwóch sędziów głównych (w przeciwieństwie do polskich rozgrywek ligowych, w których mecze sędziował jeden sędzia główny). Jednakże pierwszy mecz półfinałowy sędziował początkowo tylko jeden arbiter główny. Dopiero po dziewęciu minutach meczu dołączył do niego spóźniony drugi sędzia główny Paweł Meszyński. Mecz finałowy zakończył się zwycięstwem drużyny Ciarko KH Sanok. Tym samym klub z Sanoka zdobył trofeum po raz pierwszy i osiągnął wówczas największy sukces w swojej dotychczasowej historii.
Półfinały
| 28 grudnia 2010 | GKS Tychy | 3:4 pd. | Ciarko KH Sanok | Hala Lodowa MOSiR, Oświęcim |

| Godzina: 16:15 | Adrian Parzyszek (EQ) 27:00 Josef Vítek (EQ) 45:00 Radosław Galant (EQ) 51:00 | (0:1, 1:2, 2:0, 0:1) | 05:00 (EQ) Krzysztof Zapała 21:00 (EQ) Michał Radwański 32:00 (PP) Martin Vozdecký 60:24 (EQ) Martin Ivičič | Widzów: 500 Sędzia główny: Przemysław Kępa Sędziowie liniowi: Paweł Meszyński |

| 28 grudnia 2010 | ComArch Cracovia | 2:3 pd. | Aksam Unia Oświęcim | Hala Lodowa MOSiR, Oświęcim |

| Godzina: 19:30 | Grzegorz Pasiut (EQ) 16:53 Patryk Wajda (PP) 52:18 | (1:0, 0:1, 1:1, 0:1) | 23:13 (EQ) Lukáš Říha 52:47 (EQ) Róbert Krajči 63:13 (PP) Marcin Jaros | Widzów: 1 500 Sędzia główny: Maciej Pachucki Sędziowie liniowi: Włodzimierz Marczuk |

Finał
| 29 grudnia 2010 | Aksam Unia Oświęcim | 5:6 pd. | Ciarko KH Sanok | Hala Lodowa MOSiR, Oświęcim |

| Szczegóły      | Szczegóły | Szczegóły            | Szczegóły | Szczegóły |
| -------------- | --- | -------------------- | --- | --- |
| Godzina: 18:00 | Marcin Jaros (PP) 17:08 Paweł Dronia (EQ) 27:42 Wojciech Wojtarowicz (EQ) 29:46 Marcin Jaros (EQ) 32:02 Patrik Flašar (EQ) 53:42 | (1:3, 3:2, 1:0, 0:1) | Zoltán Kubát (EQ) 05:16 Martin Ivičič (EQ) 06:50 Krystian Dziubiński (SH) 10:14 Krzysztof Zapała (EQ) 33:52 Maciej Mermer (SH) 36:06 Martin Vozdecký - (K. Zapala) (PP) 62:10 | Widzów: 3 000 Sędzia główny: Przemysław Kępa Paweł Meszyński Sędziowie liniowi: Tomasz Przyborowski Mariusz Smura |

## Nagrody
Nagrodą dla zwycięzcy za zdobycie Pucharu Polski 2010/11 była kwota 60 tys. zł. Dla finalisty przewidziano premię w wysokości 25 tys. zł, zaś dla drużyn przegranych w półfinale po 5 tys. zł.